# 九里徳泰
九里 徳泰（くのり のりやす、1965年3月15日 - ）は、日本の冒険家。中央大学研究開発機構助教授を経て、富山県立大学工学部環境工学科教授、放送大学富山学習センター客員教授。2015年4月〜相模女子大学学芸学部英語文化コミュニケーション学科教授。2020年4月～相模女子大学大学院MBA社会起業研究科教授。2025年4月～実践女子大学国際学部教授。博士（工学）：サステナビリティ・マネジメント。
神奈川県出身。かつてはアミューズに所属していた。

## 経歴
- 中央大学商学部経営学科卒業、同大大学院総合政策研究科修了、博士（工学）：サステナビリティ・マネジメント。
- 1986年7月〜9月 - チベット高原ラサーカシュガル3105キロを単独で自転車走破（世界初）
- 1987年2月～3月 - チベット高原ラサーカトマンズ1100キロを厳冬季自転車走破
- 1988年2月〜3月 - アコンカグア（6952m）登頂、5850mよりマウンテンバイクで滑降。
- 1989年から7年がかりでアメリカ大陸人力地球縦断3万キロ完了
- 1990年5月 - マッキンリー（6194m）登頂
- 1997年 - オペル冒険大賞エポック賞を受賞
- 2001年10月 - チョ・オユー(8201m）登頂
- 2003年10月 - シシャパンマ中央峰(8008m）登頂
- 2004年 - 環境経営学会優秀研究賞受賞
- 2014年 - 日本環境共生学会学会賞論文賞受賞

## 出演
- 九里徳泰のアウトドア冒険塾（NHK）
- 日本釣り紀行ー冒険家夫婦・珊瑚礁の海を行く（NHK）
- スポーツうるぐす「オーストラリア自転車縦断」（日本テレビ）
- ネパール・蜂蜜狩りの儀式（フジテレビ）
- 笑っていいとも!（フジテレビ）
- ニュースステーション「シリーズIT革命・モバイル」（テレビ朝日）
- 地図を広げて（テレビ東京）
- 旅チャンネル（パーフェクTV）
- 報道ステーション「環境コメンテーター」（テレビ朝日）

## 著作
- 『チベット高原自転車ひとり旅』山と溪谷社、1989年。
- 『僕のマウンテンバイク旅行術－地球を走る。体験的ツーリングの方法教えます－』山と溪谷社、1993年。
- 『人力地球縦断』山と溪谷社、1994年。
- 『ブータン自転車旅行－ヒマラヤの秘境600キロをマウンテンバイクで走る－』山と溪谷社、1995年。
- 『人力移動マニュアル－化石燃料がなくなっても人は旅を続けられる－』地球丸、1996年。
- 『MTB（マウンテンバイク）ツーリング全技術』山海堂、1997年。
- 『人力地球縦断 中・南米編』山と溪谷社、1999年。
- 『冒険王への100の戦術 人力地球縦横無尽踏破メソッド』山と溪谷社、2000年。
- 『親と子の週末48時間』小学館、2001年。
- 『九里徳泰の冒険人類学』同朋舎、2001年。
- 『冒険家になるには』ぺりかん社、2006年。

など